# Perth Blitz
I Perth Blitz sono una squadra di football americano di Murdoch, sobborgo della Città di Melville a Perth, in Australia, fondata nel 2006.

## Dettaglio stagioni

### Tornei locali

#### Gridiron West League
| Stagione | regular season | regular season | regular season | regular season | regular season | regular season | playoff | playoff | playoff | playoff | playoff | playoff   | playoff    |
|          | Vin            | Par            | Per            | Tot            | PF             | PS             | Vin     | Per     | Tot     | PF      | PS      | risultato | avversaria |
| -------- | -------------- | -------------- | -------------- | -------------- | -------------- | -------------- | ------- | ------- | ------- | ------- | ------- | --------- | ---------- |
| 2020-21  | 2              | 1              | 9              | 12             | 168            | 416            | -       | -       | -       | -       | -       | -         | -          |
| Totale   | 2              | 1              | 9              | 12             | 168            | 416            | -       | -       | -       | -       | -       |           |            |

Fonti: Enciclopedia del Football - A cura di Roberto Mezzetti

#### Gridiron West Women's League
| Stagione | regular season | regular season | regular season | regular season | regular season | regular season | playoff | playoff | playoff | playoff | playoff | playoff     | playoff           |
|          | Vin            | Par            | Per            | Tot            | PF             | PS             | Vin     | Per     | Tot     | PF      | PS      | risultato   | avversaria        |
| -------- | -------------- | -------------- | -------------- | -------------- | -------------- | -------------- | ------- | ------- | ------- | ------- | ------- | ----------- | ----------------- |
| 2019-20  | 10             | 0              | 0              | 10             | 297            | 58             | 2       | 0       | 2       | 44      | 16      | Campionesse | Rockingham Vipers |
| 2020-21  | 7              | 0              | 2              | 9              | 250            | 146            | 0       | 1       | 1       | 26      | 36      | Semifinale  | Perth Broncos     |
| Totale   | 17             | 0              | 2              | 19             | 547            | 204            | 2       | 1       | 3       | 70      | 52      |             |                   |

Fonti: Enciclopedia del Football - A cura di Roberto Mezzetti

### Riepilogo fasi finali disputate
| Anno             | Luogo            | Evento | Fase del torneo | Incontro                        | Risultato |
| 8 febbraio 2020  | Città di Vincent | GWWL   | West Bowl       | Perth Blitz - Rockingham Vipers | 26 - 8    |
| 20 febbraio 2021 | Bentley          | GWWL   | Semifinale      | Perth Blitz - Perth Broncos     | 26 - 36   |

## Palmarès
- 2 West Bowl (2011-12, 2013-14)
- 2 West Bowl femminili (2017-18, 2019-20)